# Autocorrelazione
L'autocorrelazione definisce il grado di dipendenza tra i valori assunti da una funzione campionata nel suo dominio in ascissa. Se è dimostrata l'autocorrelazione tra due valori, al cambiare delle peculiarità di uno di essi varierà anche l'altro. 

## Teoria dei segnali
L'autocorrelazione è uno strumento matematico usato frequentemente nella teoria dei segnali per l'analisi di funzioni o di serie di valori. Essa è la correlazione incrociata del segnale (o più in generale del valore di una variabile) con se stesso; in altre parole il segnale all'istante t viene confrontato con un altro valore di se stesso ritardato di una quantità {\displaystyle \tau } (senza tale ritardo il segnale è logicamente sempre uguale) per verificare quanto si somigli (più precisamente quanto si correli) all'avanzare del tempo. Possiamo dedurre che se un segnale varia lentamente nel tempo, il valore degli istanti x(t) e x(t+τ) sarà pressoché simile (l'autocorrelazione avrà segno positivo), mentre se varia rapidamente, il valore di tali istanti sarà molto diverso e l'autocorrelazione assume un valore prossimo allo zero. Quindi a differenza della densità di probabilità, che contiene l'informazione relativa alle variazioni d'ampiezza del processo, l'autocorrelazione contiene l'informazione relativa alle variazioni sull'asse dei tempi. L'autocorrelazione si utilizza spesso per cercare porzioni periodiche che si ripetono all'interno di un segnale, in modo tale da determinare la presenza di un segnale periodico che è stato sepolto da un rumore, o identificare la frequenza fondamentale di un segnale che non contiene originariamente la componente di frequenza del rumore, bensì varie frequenze armoniche.

## Statistica

### Geostatistica
Una caratteristica intuitiva dell'ambiente è che le sue proprietà sono in relazione fra di loro in una qualche scala, grande o piccola che sia. Questa situazione è definita autocorrelazione spaziale. Questo significa che valori campionati in luoghi vicini tra di loro tendono ad avere comportamenti simili, mentre valori di una stessa variabile misurati in campioni raccolti in luoghi lontani tra di loro tendono ad avere comportamenti differenti, o almeno tendono a differire dai valori medi che si riscontrano nei due luoghi stessi. In tal senso, la correlazione fra i valori della variabile tende a diminuire con l'aumentare della distanza. Questo postulato è stato per primo espresso da Tobler che nella prima legge della geografia afferma che: “Ogni cosa è correlata a qualsiasi altra, ma le cose vicine sono più relazionate di quelle lontane” .

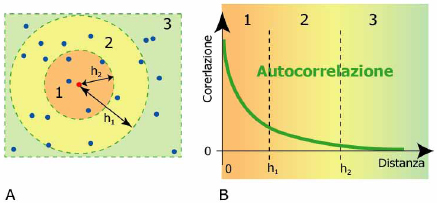
Rapporti tra campioni vicini molto correlati, 1, distanti poco correlati, 2, e lontani non
correlati, 3, con il punto considerato (A) e rapporto tra correlazione e distanza, o autocorrelazione (B).

Ad esempio, nel campionamento quantitativo di popolazioni animali in un lago, la presenza di un variogramma positivo indica che se per cause naturali o per opera dell'uomo viene modificato il numero di essi in uno dei punti georeferiti campionati questo avrà ripercussioni anche nel numero di animali campionati negli altri punti. L'autocorrelazione spaziale è il principio di base della Geostatistica, e viene stimata dal semivariogramma in termini di distanza; il variogramma ci indica infatti attraverso il range (metri o chilometri) il raggio entro il quale i valori osservati presentano autocorrelazione. Un altro indice molto utilizzato per valutare l'autocorrelazione spaziale è l'Indice di Moran.

### Econometria
Nell'ambito delle regressioni lineari effettuate su serie temporali, si può avere un fenomeno di autocorrelazione temporale, a causa dell'inerzia o stabilità dei valori osservati,
per cui ogni valore è influenzato da quello precedente e determina in parte rilevante quello successivo.
Esistono diversi test statistici per saggiare la presenza di una correlazione seriale dei residui di una serie storica, 
quali ad esempio il test di Box-Pierce, il test di Ljung-Box e il test di Durbin-Watson.
Un modo abbastanza semplice per vedere se una serie presenta autocorrelazione è quella di tracciarne il
correlogramma. In caso di assenza di autocorrelazione la distribuzione asintotica
della stima del coefficiente di autocorrelazione è di tipo normale ed avremo un intervallo di confidenza del tipo:
{\displaystyle [-z_{1-\alpha /2}/{\sqrt {n}};z_{1-\alpha /2}/{\sqrt {n}}]}
valori esterni a tale intervallo indicano la presenza di autocorrelazione significativa.